# Medosavka černobílá
Medosavka černobílá (Sugomel nigrum) je druh kystráčkovitého ptáka, endemit Austrálie. Tito ptáci obývají téměř celou Austrálii a vyhledávají především suchá místa s řídkým porostem a křovinami. Druh náleží do monotypického rodu Sugomel, je tedy jediným zástupcem tohoto rodu. U medosavek černobílých je výrazný pohlavní dimorfismus, přičemž samečci jsou zbarveni černobíle a samičky šedohnědě. Mladí ptáci se podobají samičkám. Medosavky se živí nektarem z květů, k čemuž mají přizpůsobený i zobák. Je dlouhý a zahnutý dolů, čímž umožňuje ptákům lépe proniknout k potravě. Druh medosavka černobílá poprvé popsal ornitolog John Gould roku 1838. Dle IUCN má druh status málo dotčený (LC).

## Popis
Medosavka černobílá je malý druh ptáka s typicky dlouhým, štíhlým a dolů zahnutým zobákem, díky němuž se tito ptáci lépe dostávají ke své potravě – květovému nektaru. Mají malou kulatou hlavu, štíhlý krk a vidlicovitý ocas. Ve srovnání s jinými kystráčkovitými ptáky má medosavka černobílá velmi dlouhá křídla. Tak dlouhá křídla se pravděpodobně u medosavek černobílých vyvinula, aby se pták mohl lépe pohybovat mezi keři a přelétávat z květu na květ.
U medosavek se vyvinul výrazný pohlavní dimorfismus. Dospělí samci jsou, jak druhový název napovídá, černobíle zbarvení. Mají černou hlavu, křídla i hřbet, naopak bílé je břicho a spodní strana ocasu. Samičky jsou „nudnější“, zbarveny převážně hnědě. Dolní partie samiček jsou světle hnědé, křídla tmavě hnědá a hrudník je většinou šedohnědý, může být i se skvrnami. Duhovky samečků i samiček jsou tmavě hnědé. Stejným znakem pro obě pohlaví jsou i černohnědé nohy a zobák. Mladí jedinci se podobají samičkám, avšak mají světlejší zobák a tmavší břicho. Na větší vzdálenost tedy nelze s určitostí rozeznat, zda se jedná o mladého samce nebo dospělou samici.
Po většinu roku se medosavky černobílé hlasově neprojevují, avšak před a během období hnízdění začnou zpívat. Jejich melodie je melodické „chwit, chwit“. Dospělí samečci také často samičky vyzývají tichým „peeee“.

## Výskyt
Medosavky černobílé jsou ptáci především suché vnitrozemní Austrálie. Obývají západní Queensland a téměř celý Nový Jižní Wales. Mimoto jsou ale k vidění i ve městě Mallee a oblasti Wimmera ve Victorii. Tito ptáci jsou rozšíření i na jihovýchodní a západní Austrálii (především centrální a severní část západní Austrálie). Na severu kontinentu se medosavky černobílé vyskytují pouze v okolí Alice Springs.
Existence medosavek černobílých je závislá na rostlinách druhu Eremophila longifolia a dalších příbuzných této květiny. I proto tito ptáci vyhledávají otevřené lesy v suchých a polosuchých oblastech. Svědčí jim i blahovičníkové lesy. Medosavky černobílé také často obývají místa s rostlinami rodu grevilea (Grevillea) nebo kajeput (Melaleuca).
Medosavky černobílé pravidelně během roku migrují za potravou, mimo to se ale příliš často nepřemisťují. Na jaře a v létě se hejna přesouvají na jih, na podzim a v zimě se pak vracejí na sever.

## Ekologie

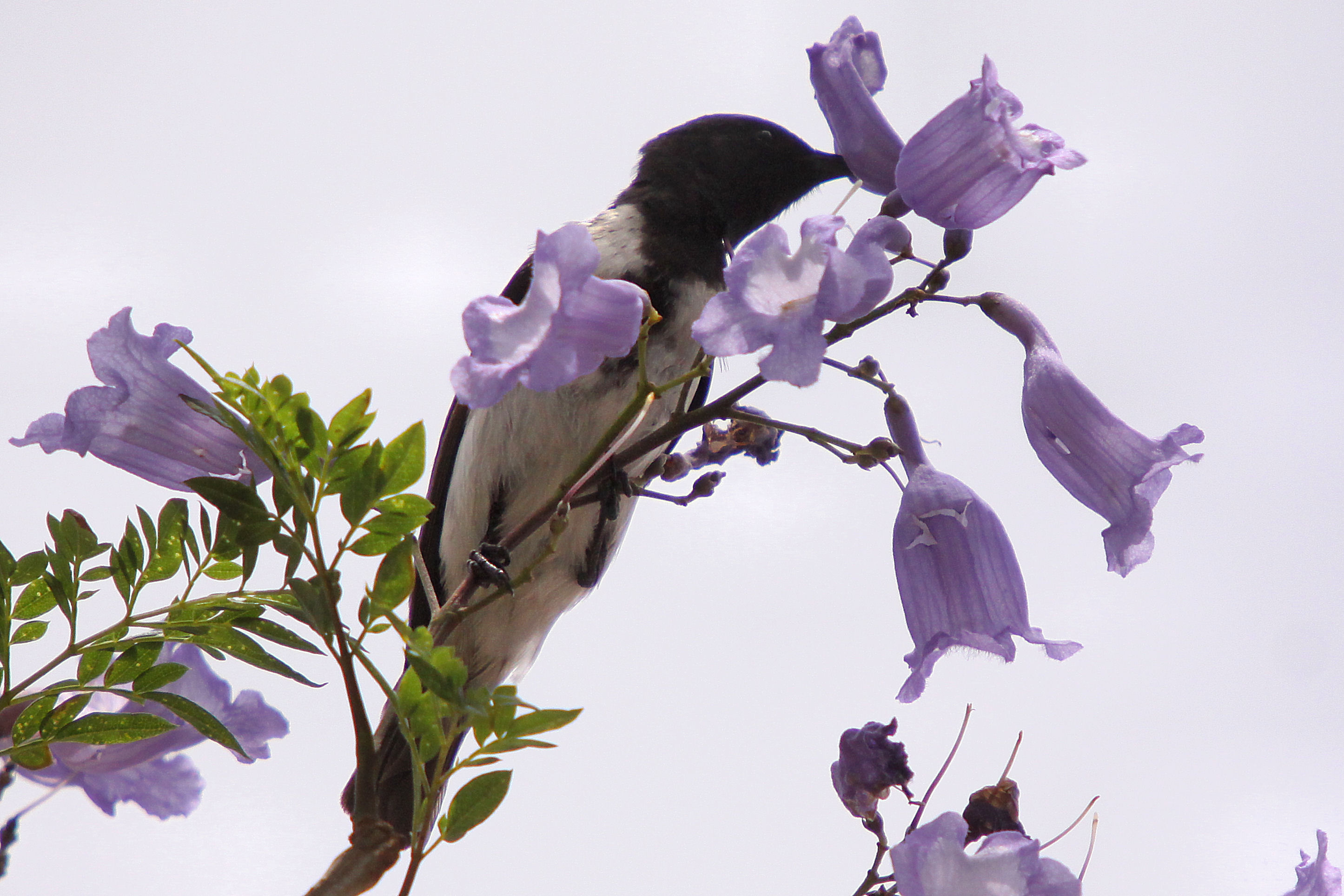
Krmící se sameček medosavky černobílé

Medosavky se živí nektarem rostlin. Obzvláště oblíbené jsou u nich rostliny Eucalyptus incrassata, Grevillea ilicifolia, Eremophila longifolia a Eremophila oppositifolia. Bývají také pozorovány při lovu drobného hmyzu, který většinou loví za letu. Studie medosavek černobílých také prokázaly, že samice navštěvují lidská tábořiště a pojídají popel z vyhaslých táboráků. Popel ze dřeva je bohatý na vápník a proto se předpokládá, že krátce před snůškou samičky ohniště vyhledávají, aby si doplnily zásoby a uchovaly si tak dostatek vápníku pro nakladení vajec.
Medosavky černobílé žijí po většinu života samostatně, při hledání potravy ale mohou tvořit menší hejna. Kromě jedinců stejného druhu tvoří skupiny i s medosavkami stračími (Certhionyx variegatus) nebo lasolety bělobrvými (Artamus superciliosus).
Období hnízdění probíhá od července do prosince (většinou mezi srpnem a listopadem). Doba hnízdění se liší především na základě místa výskytu medosavky. Například jedinci ze západní Austrálie snáší vejce dříve, než jedinci z Queenslandu. Začátek období hnízdění je lehké rozpoznat, protože krátce před jeho začátkem začínají samečci zpívat i za letu (což běžně nedělají). Samičky staví mělké hnízdo samy ze stébel trávy a následně do něj nakladou dvě až tři vejce. Následně vejce po dobu asi šestnácti dní zahřívají, zatímco samečci je hlídají. Medosavky černobílé, respektive jejich hnízda, bývají oběťmi hnízdního parazitismu ze strany kukaček bronzových (Chrysococcyx basalis).

## Taxonomie
Medosavky černobílé poprvé popsal roku 1838 John Gould pod názvem Myzomela nigra. Rodový název je odvozen od řeckých slov myzo (sát) a meli (med). Roku 1967 ornitolog Finn Salomonsen zařadil tento druh do rodu Certhionyx. Toto zařazení bylo využíváno až do roku 2004, kdy byla provedena studie, která odhalila velké odlišnosti DNA medosavek černobílých oproti medosavkám z rodu Certhionyx. Po zveřejnění této studie byl pro druh založen samostatný rod Sugomel.
Blízkými příbuznými medosavek černobílých jsou například medosavky sazové (Myzomela nigrita), které obývají Papuu Novou Guineu.